# Faith Yang
Faith Yang (2 de marzo de 1974, Taipéi), es una cantante y modelo taiwanesa intérprete de música de rock. Ella creció en Sídney en Australia y estudió biología y genética de la Universidad de Sídney. En el 2000 ganó los premios "Taiwan Golden Music" como la Mejor Intérprete Femenina y fue nominada por su Mejor Álbum titulado (Silence o Silencio).

## Biografía
Después de graduarse en la Universidad de Sídney, Yang regresó a Taiwán para iniciar su carrera musical. Pronto se ganó el reconocimiento en la universidad y en el circuito pub en Taiwán, mientras estaba de gira con su banda que se llamaba Monster. En 1996 firmó contratos con el sello discográfico de Magicstone. Sus dos primeros discos fueron fuertemente influenciados por el estilo de pub rock australiano, con un tono gótico notable en sus interpretaciones como "Silence",  "Fear" y "Monster", mientras que su tercer álbum tiene un estilo más ligero del género pop, con toques únicos en sus dos primeras grabaciones. Los tres álbumes fueron éxitos en Taiwán y en 2000 ganó los premios de la fe de "Taiwan Golden Music" por su álbum "Fear", nominada como la Mejor Intérprete Femenina y su álbum (Silence).

## Discografía
| Fecha de lanzamiento | Etiqueta               | Título                       |
| -------------------- | ---------------------- | ---------------------------- |
| 1997                 | Magicstone             | One                          |
| 1999                 | Magicstone             | Silence                      |
| 1999                 | Magicstone             | Rest(静止) (Music video VCD) |
| 1999                 | Magicstone             | Monster Live CD              |
| 2001                 | Magicstone             | Ought To(应该)               |
| 2004                 | Rock Records           | First Selection              |
| 2004                 | Rock Records           | Faith (Music video DVD)      |
| 2007                 | AsiaMuse Entertainment | Continuation(女爵)           |
| 2009                 |                        | Self-Selected                |